# Parnassius nosei
Parnassius nosei là một loài bướm ngày sinh sống ở vùng núi cao được tìm thấy ở Trung Quốc.
It is a member of the Snow Apollo genus Parnassius of the Swallowtail (Papilionidae) family.
The taxonomic status of this butterfly is uncertain. Some authors regard nosei as a subspecies of Parnassius maharaja.